# Tư Phố
Tư Phố (chữ Hán: 胥浦) là một huyện lập ra từ thời Bắc thuộc và là trị sở của quận Cửu Chân. Địa bàn tương đương các huyện Thiệu Hóa, Thọ Xuân, Tĩnh Gia của tỉnh Thanh Hóa và bắc Diễn Châu tỉnh Nghệ An, phạm vi thay đổi theo từng thời kỳ.

## Lịch sử
Trong hệ thống thành quách Việt Nam, huyện thành Tư Phố hay Hoan Thành - thủ phủ của xứ Thanh Hóa xưa có bề dày lịch sử chỉ đứng sau thành Cổ Loa nơi An Dương Vương định đô năm 257 TCN. Theo sách Thủy kinh chú, huyện Tư Phố xuất hiện từ năm 116 TCN thời nhà Triệu nước Nam Việt. Cũng giống như Loa thành, huyện Tư Phố cũng sở hữu nhiều câu chuyện, truyền thuyết lịch sử.
Thành cổ nay thuộc làng Giàng, phường Hàm Rồng, tỉnh Thanh Hóa, gần các di chỉ như Đông Sơn, Núi Đọ. 
Vẫn theo sách Thủy kinh chú thì “Năm Kiến Vũ thứ 19 tháng 10, Mã Viện vào quận Cửu Chân ở phương nam. Đến huyện Cư Phong, tướng giặc không đầu hàng đều chém mấy chục đến mấy trăm người. Cửu Chân bèn yên”. Đó là cuộc viễn chinh của Mã Viện thời Hán. Mùa hè năm 43, Mã Viện kéo quân đến Lãng Bạc. Đạo quân của Hai Bà Trưng chặn giặc không thành, tan vỡ. Một cánh quân Cửu Chân do Chu Bá, Đô Đương chỉ huy lui về thành Tư Phố tiếp tục kháng chiến. Tháng 11 năm 43, Mã Viện cùng 2000 chiếc thuyền theo đường thủy tiến đánh quận Cửu Chân. Chúng chỉ đoạt được thành Tư Phố khi “tướng giặc không hàng, đều chém đến mấy trăm người”. Hai ngàn năm, trải qua bao vương triều, huyện Tư Phố chìm đắm trong đêm dài Bắc thuộc. Năm 1804, Nguyễn Phúc Ánh quyết định di dời lị sở của trấn Thanh Hoá từ thành Tư Phố đến làng Thọ Hạc, huyện Đông Sơn với cái tên mới: Hạc thành (Thành chim Hạc).

## Hiện vật khảo cổ
Một chiếc ấn khối vuông bằng đồng khắc chữ "胥浦侯印 Tư (Việt) Phố hầu ấn" (Ấn dành cho thủ lĩnh huyện Tư Phố) được phát hiện ở Thanh Hóa trong thập niên 1930. Ấn có đúc hình rùa trên lưng và được cho là của viên điển sứ tước Hầu ở Cửu Chân. Tư Phố là trị sở quận Cửu Chân thời nhà Triệu nước Nam Việt đóng ở khu vực làng Giàng (phường Hàm Rồng) hiện nay. Do sự tương đồng với những chiếc ấn được tìm thấy ở lăng mộ Triệu Văn Đế, chiếc ấn đồng này được công nhận là ấn chính thức của nước Nam Việt. Chiếc ấn hiện trưng bày ở Bảo tàng Nghệ thuật và Lịch sử Hoàng gia Bỉ, Brussel.